# Isola di Gavi
L'isola di Gavi è una piccola isola compresa nell'arcipelago Pontino (o Ponziano) insieme a Ponza, Ventotene, Palmarola, Santo Stefano e Zannone. Situata a soli 120 metri da Ponza, ha una lunghezza di circa 700 metri ed è larga circa 350 metri, il punto più alto è circa 101 metri sul livello del mare.
L'isola di Gavi dista dal porto di Ponza 3 miglia nautiche (5,6 km) e le cale più vicine sono Cala Gaetano (Ponza) che dista 0,6 miglia nautiche (1,1 km) e Cala Fonte (Ponza) che dista 0,9 miglia nautiche (1,7 km), l'isola presenta solo 2 accessi al mare: lo scalo nord oramai in disuso riparato dai venti e mari del II e III quadrante (Sud Est, Sud e Sud Ovest) e lo scalo sud, quello principale attualmente usato riparato dai venti e mari del I e IV quadrante (Ovest, Nord Ovest e Nord). L'isola di Gavi dal 1956 è proprietà privata anche se fa parte del comune di Ponza.
L'isola di Gavi è priva di spiagge. Presenta solo scogli affioranti lungo la costa frastagliata ed una sola grotta chiamata grottone di Gavi. Essa ripete geologicamente (caolino, ferro e zolfo) i caratteri dell'isola madre Ponza (settore nord), come pure la flora (lentisco, mirto, ginestre e agavi) e la fauna (topi, conigli, lucertole fra cui quella di Gavi, lunga e molto scura, diversa da quella di Ponza). Gavi è meta fissa del gabbiano reale e vi nidifica il falco pellegrino.